# 日下部与市
日下部与市（くさかべ よいち、1928年（昭和3年） - 1975年（昭和50年）1月26日）は、日本の会計学者。企業会計審議会委員。

## 来歴
東京都出身。早稲田大学政治経済学部卒。1967年「財務諸表監査の基礎理論」で早稲田大学より商学博士の学位を取得。早稲田大学商学部助教授、教授を務めたが、46歳で白血病により死去。ゼミ出身者に吉野正芳、鳥羽至英など。

## 著書

### 単著
- 『財務諸表監査』日本評論新社、1958年5月。全国書誌番号:58008945。
- 『会計監査詳説』中央経済社、1962年5月。全国書誌番号:62005957。
  - 『会計監査詳説』（新訂版）中央経済社、1965年2月。全国書誌番号:65000464。
- 『やさしい簿記』有紀書房、1963年12月。全国書誌番号:20354624。
- 『新会計監査詳説』中央経済社、1966年11月。全国書誌番号:66009945。
  - 『新会計監査詳説』（全訂版）中央経済社、1975年。全国書誌番号:70000016。
- 『欧米の会計 見たまま聞いたまま』中央経済社、1967年6月。全国書誌番号:67007770。
- 『簿記の基礎』国元書房、1971年11月。全国書誌番号:75066334。
- 『監査基準逐条詳解』中央経済社、1972年8月。全国書誌番号:70000474。
- 『厳選監査論問題演習』中央経済社、1973年5月。全国書誌番号:20641273。
  - 『厳選監査論問題演習』（改訂版）中央経済社、1975年。全国書誌番号:70018358。
- 『財務公開制度と監査』中央経済社、1976年1月。全国書誌番号:70000014。

### 共著
- 日下部与市、辰巳正三『監査報告書の実務 文例を中心として』中央経済社、1969年5月。全国書誌番号:70016745。
- 山桝忠恕、日下部与市『監査論』中央経済社〈最新公認会計士二次試験講座 第4巻〉、1970年2月。全国書誌番号:21501264。
- 番場嘉一郎、日下部与市『企業会計原則修正案の解説 問答式』中央経済社、1970年8月。全国書誌番号:70024658。
- 日下部与市、山上一夫『改正商法と新会計制度 問答式』中央経済社、1974年6月。全国書誌番号:70026367。
  - 日下部与市、山上一夫『改正商法と新会計制度 問答式』（新訂版）中央経済社、1975年1月。全国書誌番号:70026353。
- 番場嘉一郎、日下部与市『新企業会計原則の解説 問答式』中央経済社、1975年2月。全国書誌番号:20641966。

### 翻訳
- 国際会計士スタディ・グループ編 編『海外の会計と監査実務 アメリカ・イギリス・カナダの実務慣行』中央経済社、1972年6月。全国書誌番号:70013911。

### 共訳
- ラトレッジ 著、日下部与市・松本公文 訳『中間決算報告書論』国元書房、1973年1月。全国書誌番号:70016856。

## 論文
- <日下部与市